# Nimpoui
Ne doit pas être confondu avec Nimpouy.
Nimpoui est une localité située dans le département de Korsimoro de la province du Sanmatenga dans la région Centre-Nord au Burkina Faso.

## Géographie
Nimpoui est situé à la frontière entre la région Centre-Nord et le Plateau-Central, à 35 km à l'ouest de Korsimoro, le chef-lieu du département, mais seulement à 20 km au sud de Mané. La capitale régionale Kaya est à 45 km au nord-est. Le village est traversé par la route départementale 40 reliant Mané à Ziniaré.

## Éducation et santé
Nimpoui accueille un centre de santé et de promotion sociale (CSPS) tandis que le centre hospitalier régional (CHR) se trouve à Kaya.
Le village possède une école primaire publique.

## Culture et patrimoine
Nimpoui et surtout Yamana – situé à quelques kilomètres au sud mais dans le département voisin de Zitenga (dans la province de l'Oubritenga du Plateau-Central) – possède des hauts fourneaux traditionnels et des vestiges de sites de métallurgie ancienne du fer qui ont été classés en 2019, pour le site de Yamana, au Patrimoine mondial de l'Unesco,.